# Kabinet-Schlüter II
Het kabinet–Schlüter II was de regering van het Koninkrijk Denemarken van 10 september 1987 tot 4 juni 1988.

## Kabinet–Schlüter II (1987–1988)
| Ambtsbekleder                                          | Ambtsbekleder         | Ambtsbekleder                      | Functie                                  | Ambtstermijn      | Ambtstermijn     | Partij |
| ------------------------------------------------------ | --------------------- | ---------------------------------- | ---------------------------------------- | ----------------- | ---------------- | ------ |
|                                                        | Poul Schlüter         | Poul Schlüter (1929–2021)          | Premier                                  | 10 september 1982 | 25 januari 1993  | DKF    |
|                                                        | Thor Pedersen         | Thor Pedersen (1945)               | Minister van Binnenlandse Zaken          | 10 september 1987 | 25 januari 1993  | VDL    |
|                                                        | Uffe Ellemann-Jensen  | Uffe Ellemann- Jensen (1941–2022)  | Minister van Buitenlandse Zaken          | 10 september 1982 | 25 januari 1993  | VDL    |
|                                                        | Palle Simonsen        | Palle Simonsen (1933–2014)         | Minister van Financiën                   | 24 juli 1984      | 31 oktober 1989  | DKF    |
|                                                        |                       | Erik Ninn -Hansen (1922–2014)      | Minister van Justitie                    | 10 september 1982 | 10 januari 1989  | DKF    |
|                                                        |                       | Knud Enggaard (1929)               | Minister van Economische Zaken           | 10 september 1987 | 4 juni 1988      | VDL    |
|                                                        |                       | Nils Wilhjelm (1936–2018)          | Minister van Industrie en Handel         | 12 maart 1986     | 1 december 1989  | DKF    |
|                                                        | Bernt Johan Collet    | Bernt Johan Collet (1941)          | Minister van Defensie                    | 10 september 1987 | 4 juni 1988      | DKF    |
|                                                        |                       | Agnete Laustsen (1935–2018)        | Minister van Volksgezondheid             | 10 september 1987 | 4 juni 1988      | DKF    |
|                                                        |                       | Mimi Jakobsen (1948)               | Minister van Sociale Zaken               | 12 maart 1986     | 4 juni 1988      | CD     |
|                                                        | Henning Dyremose      | Henning Dyremose (1945)            | Minister van Arbeid                      | 12 maart 1986     | 31 oktober 1989  | DKF    |
|                                                        | Bertel Haarder        | Bertel Haarder (1944)              | Minister van Onderwijs                   | 10 september 1982 | 25 januari 1993  | VDL    |
| Minister van Hoger Onderwijs Wetenschap en Technologie | Bertel Haarder        | Bertel Haarder (1944)              | 10 september 1987                        |                   | 25 januari 1993  | VDL    |
|                                                        |                       | Frode Nør Christensen (1948)       | Minister van Transport                   | 14 augustus 1986  | 4 juni 1988      | CD     |
|                                                        |                       | Flemming Kofod- Svendsen (1944)    | Minister van Huisvesting                 | 10 september 1987 | 4 juni 1988      | KD     |
|                                                        |                       | Laurits Tørnæs (1936)              | Minister van Landbouw                    | 10 september 1987 | 25 januari 1993  | VDL    |
|                                                        |                       | Lars Peter Gammelgaard (1945–1994) | Minister van Visserij                    | 12 maart 1986     | 5 oktober 1989   | DKF    |
| Minister voor Noorse Samenwerking                      | 10 september 1987     | Lars Peter Gammelgaard (1945–1994) | 4 juni 1988                              |                   |                  | DKF    |
|                                                        | Svend Erik Hovmand    | Svend Erik Hovmand (1945)          | Minister van Klimaat en Energie          | 12 maart 1986     | 4 juni 1988      | VDL    |
|                                                        |                       | Christian Christensen (1925–1988)  | Minister van Milieu                      | 10 september 1982 | 4 juni 1988      | KD     |
|                                                        |                       | Hans Peter Clausen (1928–1998)     | Minister van Cultuur                     | 12 maart 1986     | 4 juni 1988      | DKF    |
|                                                        | Anders Fogh Rasmussen | Anders Fogh Rasmussen (1953)       | Minister voor Belastingen                | 10 september 1987 | 20 november 1992 | VDL    |
|                                                        |                       | Mette Madsen (1924–2015)           | Minister voor Godsdienst                 | 24 juli 1984      | 4 juni 1988      | VDL    |
|                                                        | Erhard Jakobsen       | Erhard Jakobsen (1917–2002)        | Minister voor Economische Ontwikkelingen | 10 september 1987 | 4 juni 1988      | CD     |

Kristensen ·
Hedtoft I ·
Hedtoft II ·
Eriksen ·
Hedtoft III ·
Hansen I ·
Hansen II ·
Kampmann I ·
Kampmann II ·
Krag I ·
Krag II ·
Baunsgaard ·
Krag III ·
Jørgensen I ·
Hartling ·
Jørgensen II ·
Jørgensen III ·
Jørgensen IV ·
Jørgensen V ·
Schlüter I ·
Schlüter II ·
Schlüter III ·
Schlüter IV ·
P.N. Rasmussen I ·
P.N. Rasmussen II ·
P.N. Rasmussen III ·
P.N. Rasmussen IV ·
A.F. Rasmussen I ·
A.F. Rasmussen II ·
A.F. Rasmussen III ·
L.L. Rasmussen I ·
Thorning-Schmidt I ·
Thorning-Schmidt II ·
L.L. Rasmussen II ·
L.L. Rasmussen III ·
Frederiksen I ·
Frederiksen II